# Parafia Trójcy Świętej w Gubinie
Parafia pw. Trójcy Świętej w Gubinie – jedna z trzech rzymskokatolickich parafii w mieście Gubin, należąca do dekanatu Gubin diecezji zielonogórsko-gorzowskiej, metropolii szczecińsko-kamieńskiej w Polsce. Obsługiwana przez księży diecezjalnych. Mieści się przy ulicy Królewskiej. Jest najstarszą parafią w mieście.

## Miejsca święte

### Kościół parafialny
Dzieje kościoła sięgają 1852 roku, kiedy w domu gubińskiego kamieniarza ksiądz z Neuzelle odprawił pierwszą mszę katolicką. Rok później wykupiono działkę i postawiono na niej dom parafialny. W 1859 roku wzniesiono na działce kościół katolicki, który został poświęcony 28 października 1860 roku. Liczba wiernych w 1910 roku wynosiła 2 tys. osób. Postanowiono w miejsce starego wznieść nowy kościół, ale realizację zamierzenia przerwała I wojna światowa.
Przystąpiono do rozbudowy kościoła w 1935 roku, starając się zachować jego architektoniczne piękno. Od strony północnej do już istniejącej kompozycji świątyni dobudowano nową absydę, zmieniając usytuowanie ołtarza. Poprawiono funkcjonalność kościoła poprzez wzrost liczby miejsc siedzących ze 140 na 250, a zmiana ołtarza i zakrystii wpłynęły korzystnie na jego wygląd. Oświetlenie wnętrza poprawiło wstawienie dużych okien.
Kardynał wrocławski Bertram dokonał 30 sierpnia 1936 roku poświęcenia przebudowanego kościoła. Wieża kościoła została zniszczona podczas II wojny światowej, a została odbudowana prawdopodobnie przez ks. Andrzeja Michałka.

### Kościoły filialne
- Kościół Świętej Rodziny w Sękowicach
- Kaplica pw. Najświętszego Serca Pana Jezusa w Gubinie
- Kaplica zakonna ss. betanek w Gubinie

## Duszpasterze

### Proboszczowie[3]
- ks. Karl Einert (pierwszy proboszcz parafii)
- ks. Herman Bilecki (w latach 1900-1945)
- ks. Reinhord Stoll (w latach 1945-1946)
- ks. Szymon Stoltman (od 30 stycznia 1946 r. – (był w 1949  r.[4]))
- ks. Tadeusz Kowalski (od 1 sierpnia 1950 do 13 lipca 1953)
- ks. Antoni Michałek (od 5 grudnia 1953 do 5 grudnia 1958)
- ks. Aleksander Dobrucki (od 23 grudnia 1958 do 15 lutego 1985)
- ks. Jan Guss (od 15 lutego 1985 do 22 sierpnia 2001)
- ks. Zbigniew Samociak (od 22 sierpnia 2001 do 1 sierpnia 2005)
- ks. kan. Ryszard Rudkiewicz (od 1 sierpnia 2005 r do 31 lipca 2022)
- ks. Andrzej Fiołka (od 1 sierpnia 2022)

### Wikariusze
Pierwsi wikariusze od 1922 r.
- ks. mgr Przemysław Surman (od 22 sierpnia 2014 r.)
- ks. mgr Piotr Wadowski (od 25 sierpnia 2020 r.)

### Rezydenci
- ks. mgr Piotr Skrocki (od 21 września 2020 r.)